# PGC 4001239
LEDA/PGC 4001239 ist eine Galaxie im Sternbild Jungfrau auf der Ekliptik. Sie ist schätzungsweise 281 Millionen Lichtjahre von der Milchstraße entfernt. Im gleichen Himmelsareal befinden sich u. a. die Galaxien NGC 3817, NGC 3819, NGC 3820, NGC 3822.